# Elsa Diringer
Elsa Diringer (Estrasburgo, 1982) es une directora de cine y guionista francesa.

## Biografía
En 2017, Elsa Diringer dirigió su primer largometraje, Luna, con Laëtitia Clément en el papel principal.

## Filmografía

### Como directora y guionista
- 2007 : Les Féminines (cortometraje documental)
- 2007 : Passagère (cortometraje)
- 2009 : Ada (cortometraje)
- 2010 : La Meilleure Amie (cortometraje)
- 2011 : C'est à Dieu qu'il faut le dire (cortometraje)
- 2013 : L'Instant présent (cortometraje)
- 2014 : Réussir (cortometraje)
- 2017 : Luna

### Como ayudante técnico
- 2008 : Kady, la belle vie (documental), de Claude Mouriéras - supervisión de la traducción
- 2008 : Comme une étoile dans la nuit, de René Féret - asistente de sonido
- 2008 : The Dream I Had Last Night (cortometraje), de Inoe Scherer - asistente de sonido
- 2009 : Mon père s'appelle Zoltán (documental), de Agnès Szabó - asistente de sonido
- 2009 : L'Esclave de Magellan (cortometraje), de Thomas Wallon - asistente de sonido
- 2010 : Les Émotifs anonymes, de Jean-Pierre Améris - asistente de sonido
- 2010 : Un balcon sur la mer, de Nicole Garcia - asistente de sonido
- 2011 : Faute de temps (cortometraje), de Zaven Najjar - asistente de sonido
- 2013 : Expiration (cortometraje), de Cheng-Chui Kuo - asistente de sonido